# 錦市場

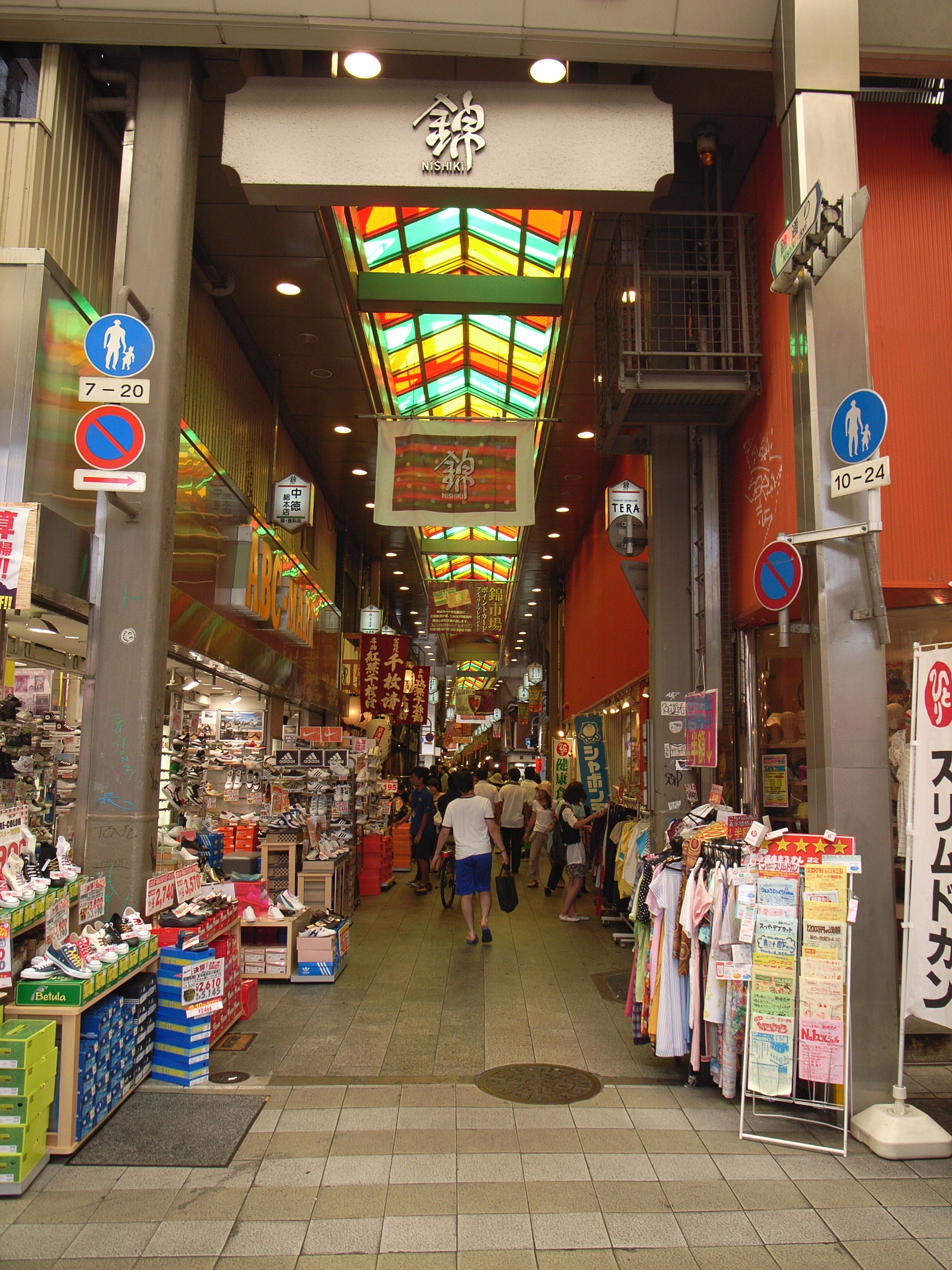
錦市場

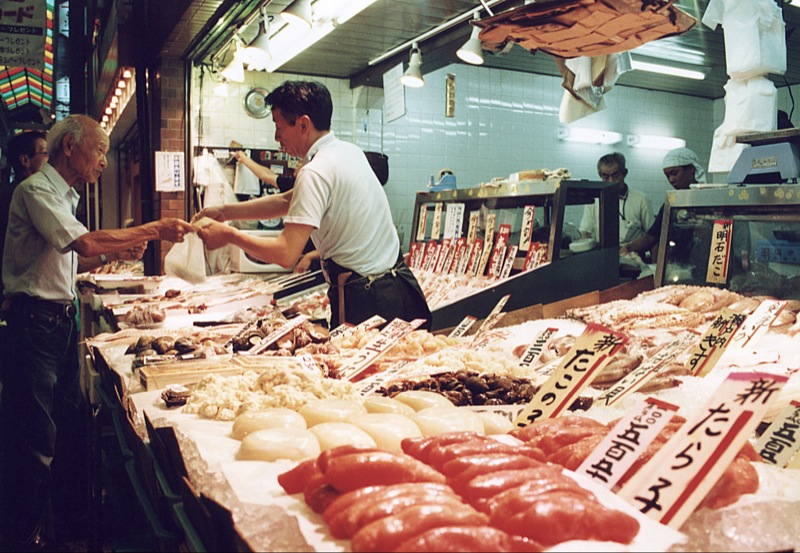
鮮魚店

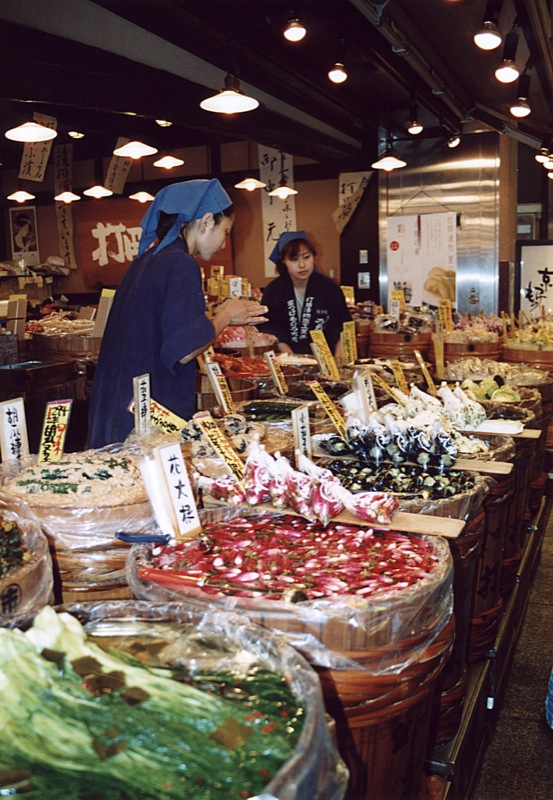
漬物店

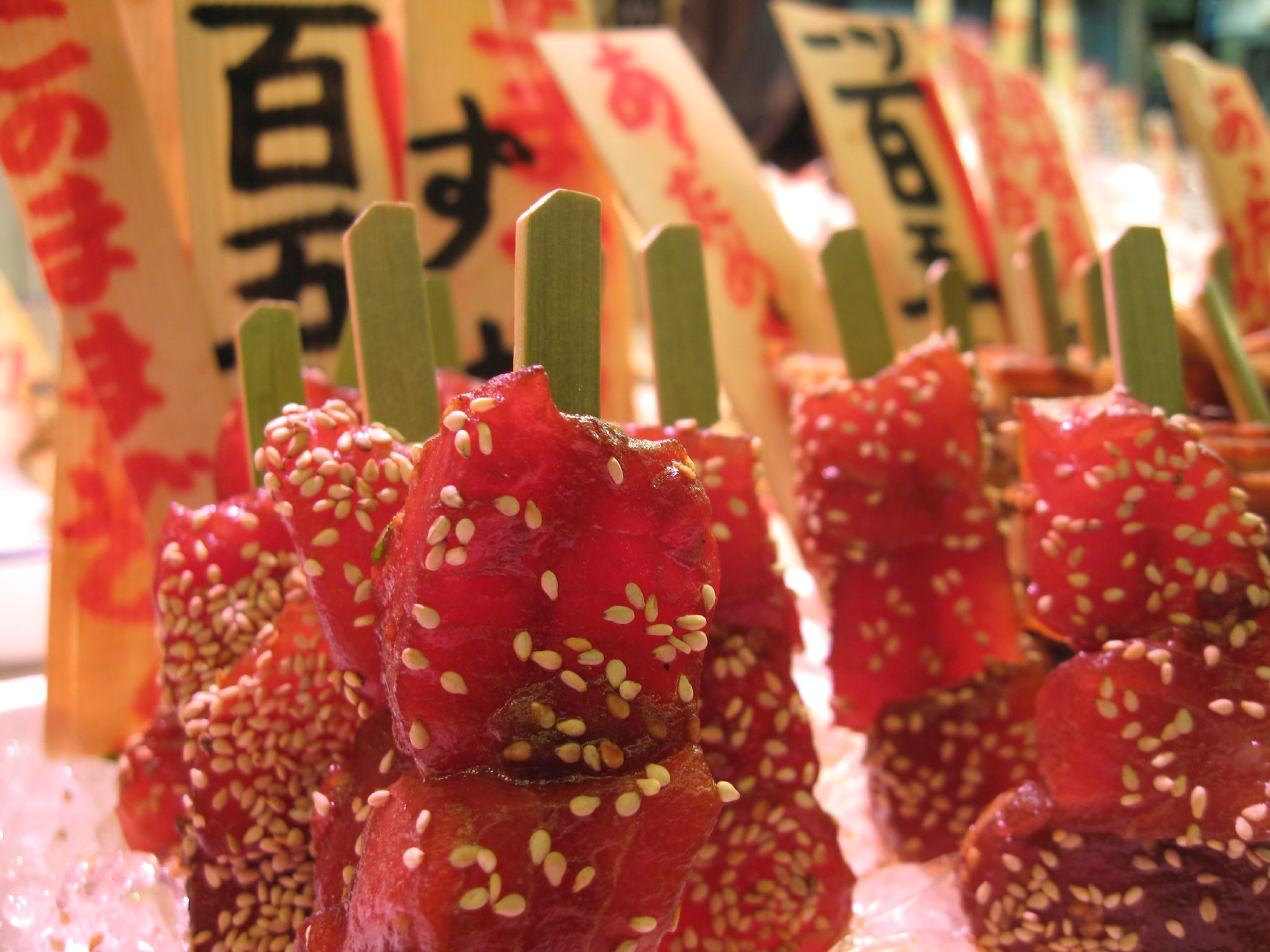
生鮪魚漬

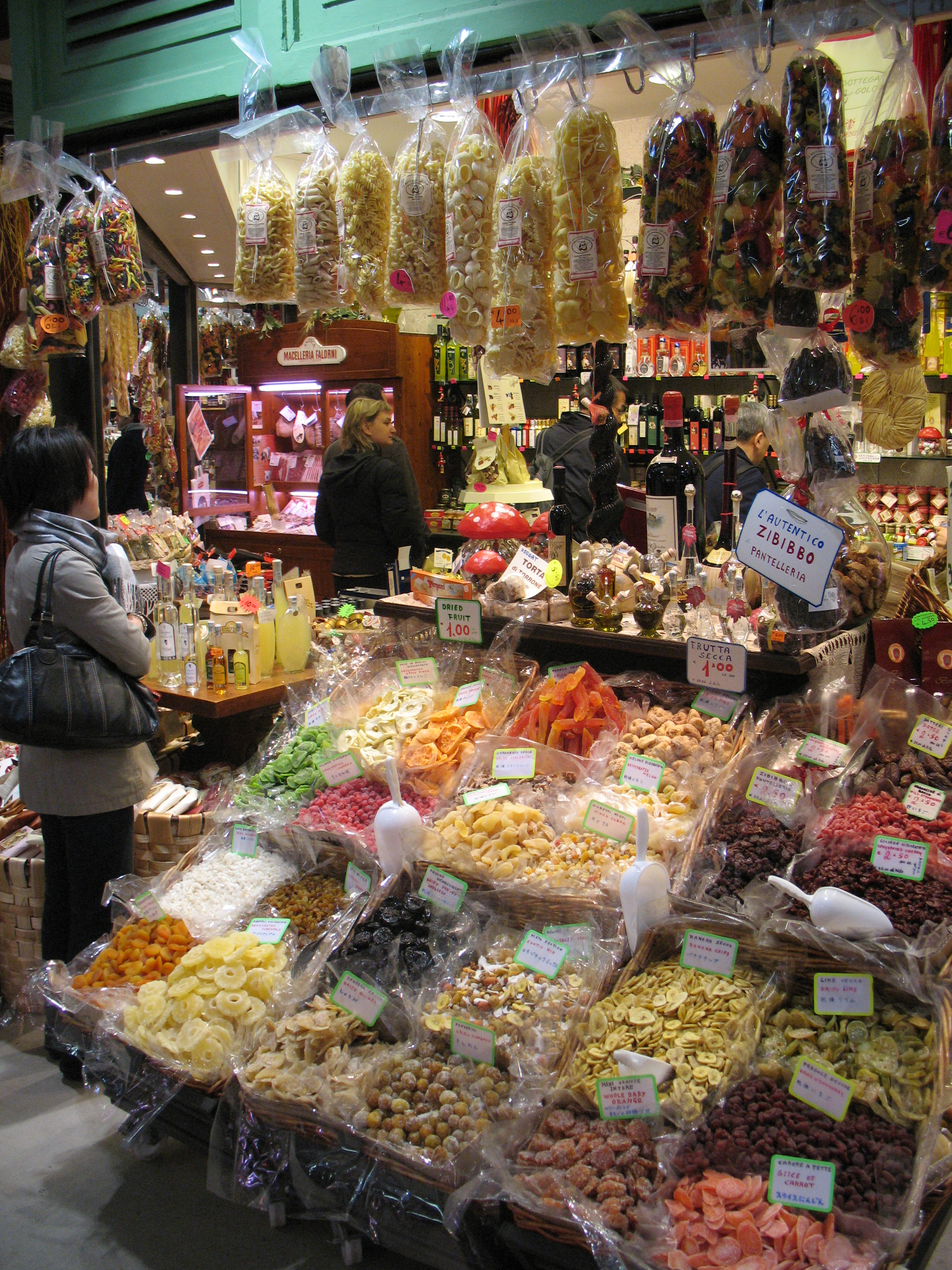
佛羅倫斯中央市場的義大利麵、乾貨店。有日文品名牌

錦市場（日语：にしき いちば）是位於日本京都市中京區中部锦小路通中「寺町通 - 高仓通」區間的一條商店街。沿線的商舖大多銷售海鮮，京野菜等生鮮食材或乾貨，醃菜等加工食品，且老店眾多。在這裡可以買到眾多京都特有的食材，因此又有「京都的廚房」之稱。按照中小企業廳的分類，錦市場屬於超廣域型商店街。除了當地市民之外，錦市場也和附近的新京極商店街和寺町京極商店街一併成為觀光客到訪京都的必去之地。也有眾多料亭、旅館在這裡採購食材。
中小企業廳將之列為超廣域型商店街。2006年5月，「京都錦市場商店街」入選「努力商店街77選」。

## 概要
市場起源於平安時代，受惠於豐富的地下水，成為運送新鮮漁獲至京都御所的聚集地，歷史長達約1300年。京都市民多稱作「にしき（Nishiki）」，有「京都的廚房」（京の台所）之稱。
近年與新京極商店街及寺町京極商店街成為觀光客與學校旅行的熱門觀光景點。
昭和時代，中央批發市場的開設與地下水的枯竭、大型超市興起等影響，造成錦市場的延續危機。之後營業型態逐漸從批發轉型至零售至今。
與超市及百貨店不同，錦市場的最大特色是提供了新鮮當季的優質食材與豐富品項，緊密連結市民生活。雖然因此部分商店訂價較高，但其高品質與豐富的「真品」（本物）仍獲得了市民的信任。隨著其他地區開始出現以「錦市場」為名的店鋪，為了維持品質，此地登錄了「錦市場」商標。一方、臨時に「にしき」と銘打った食品コーナーを設ける百貨店も登場している。
錦市場位於京都主要幹道四條通北側的錦小路通，上有紅綠黃鮮豔屋頂遮蓋，地面以石板鋪設，東西長約390公尺。商店街振興組合所屬店鋪約有130間。路幅僅3.2 - 5公尺，加上不少商店將貨架或展示櫃外推，實際上道路更為狹窄。東端與新京極交會，其前方是錦天滿宮。
此地有販售京都名物海鰻、甘鯛、笹鰈魚、濱燒鯖魚、琵琶湖產淡水魚等鮮魚店。另外還有銷售傳統蔬菜京野菜、京漬物、豆腐與湯葉、麩、鰻魚（蒲燒等）、佃煮、蒲鉾、乾海產、乾貨等，以及茶、菓子、麵包、壽司等京料理食材及日常食品。另外還有豆乳冰淇淋や豆乳甜甜圈，或是章魚蛋串等少見料理。
2018年4月，食文化發送基地「斗米庵（とべいあん）」開設。
營業時間因店鋪而異，但一般營業時間為上午9:00 至下午5:00。 許多商店週三和周日不營業。

## 友好協定市場
2006年11月3日，錦市場商店街振興組合與義大利佛羅倫斯公設中央市場以提高知名度、吸引遊客、增進相互了解等目的，簽訂友好協定。作為1965年佛羅倫斯與京都市成為姊妹都市以來的四十周年紀念，錦市場舉行「尋找佛羅倫斯·托斯卡尼」等活動，是錦市場與佛羅倫斯持續進行飲食文化交流的成果之一。義大利起源的「慢食運動」也是學習的目的之一。簽訂友好協定的隔年2007年4月24日至26日，邀請中央市場相關人士，至市場內介紹佛羅倫斯食材，並與附近義大利料理店合作開設四個攤位。透過免費品酒和托斯卡尼傳統料理試吃來介紹佛羅倫斯飲食文化。
 佛羅倫斯中央市場（義大利）：2006年11月3日友好協定

## 圖片

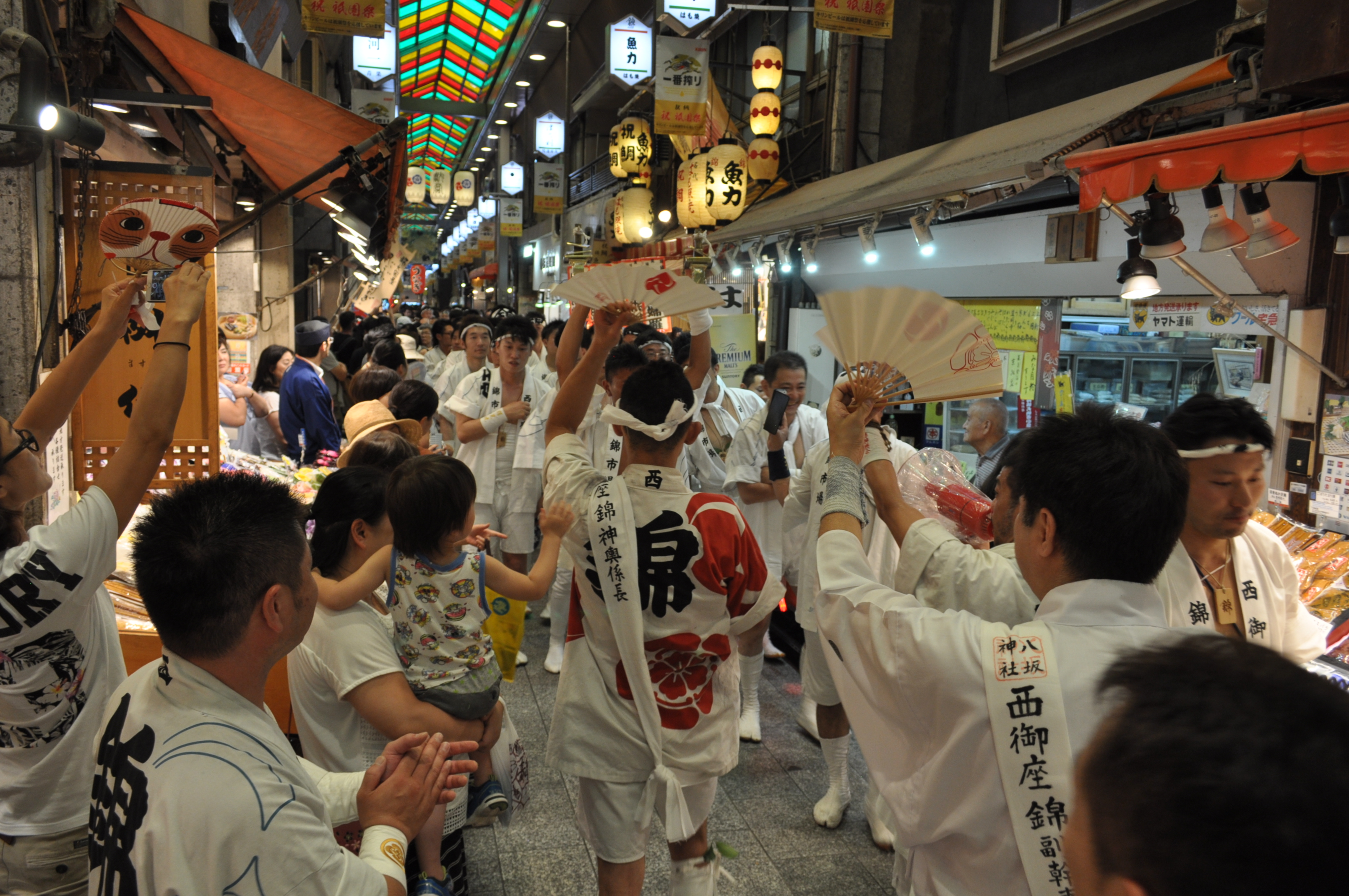
祇園祭的錦市場 （2017年7月17日）
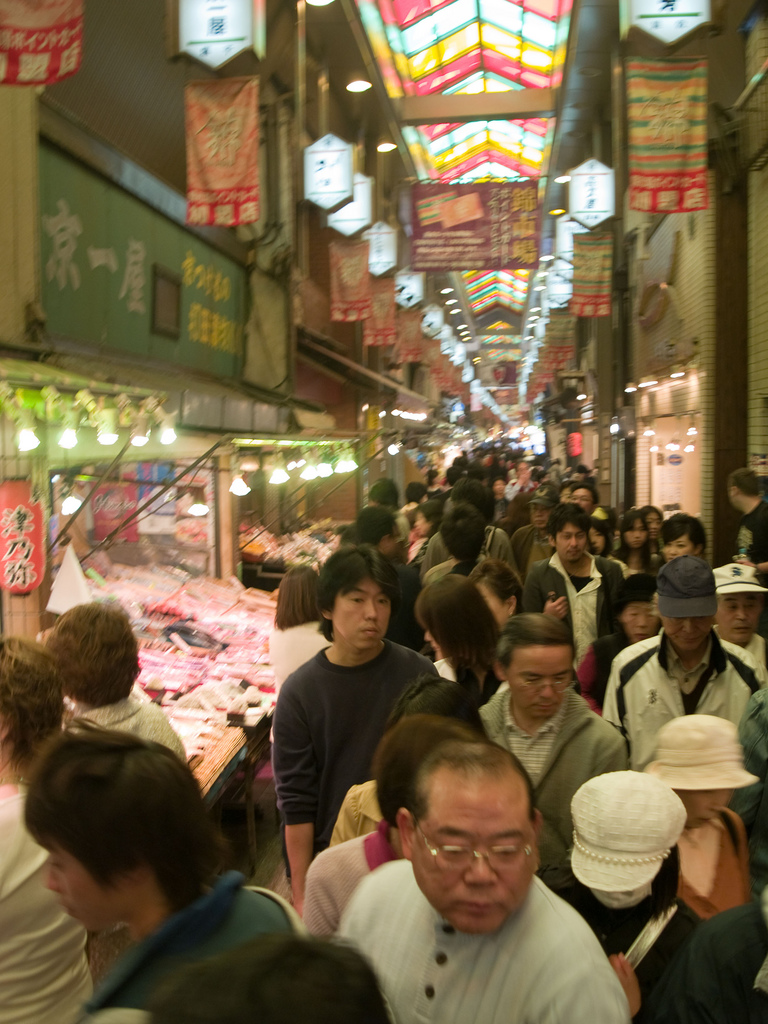
人潮
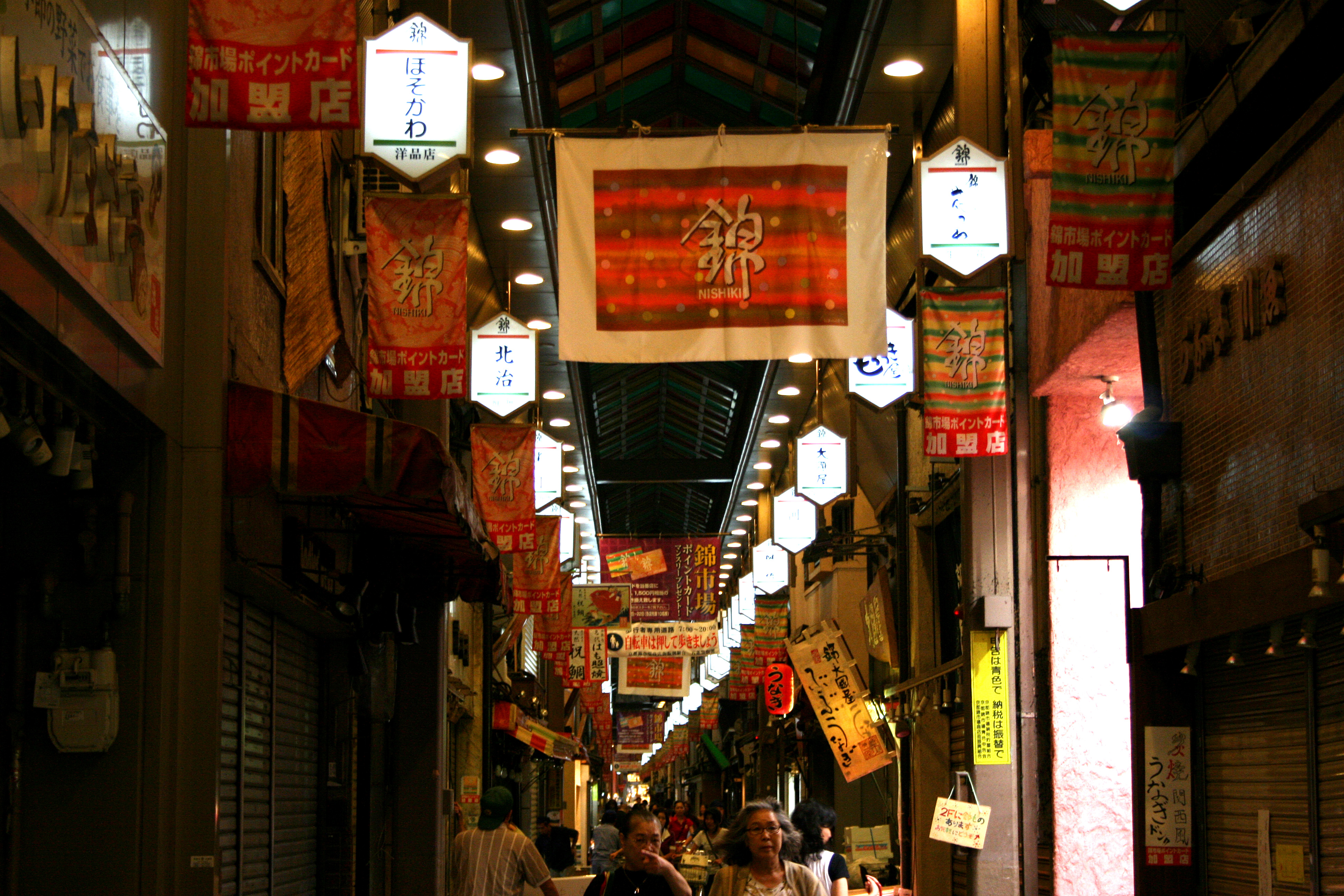
夜間景色
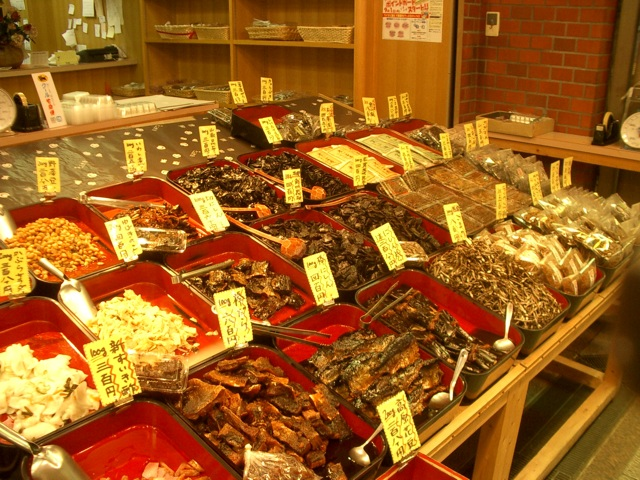
佃煮與小菜
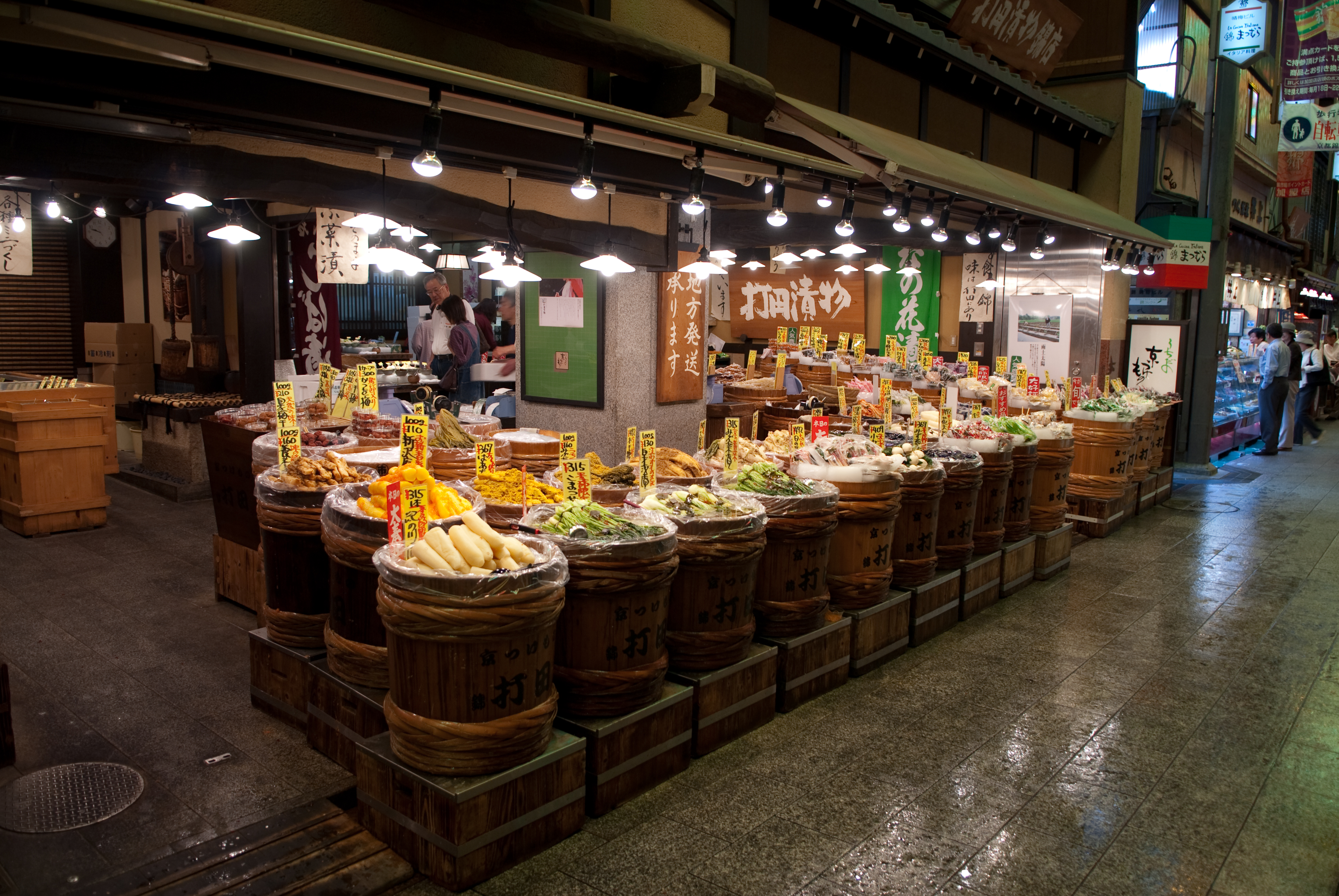
漬物店
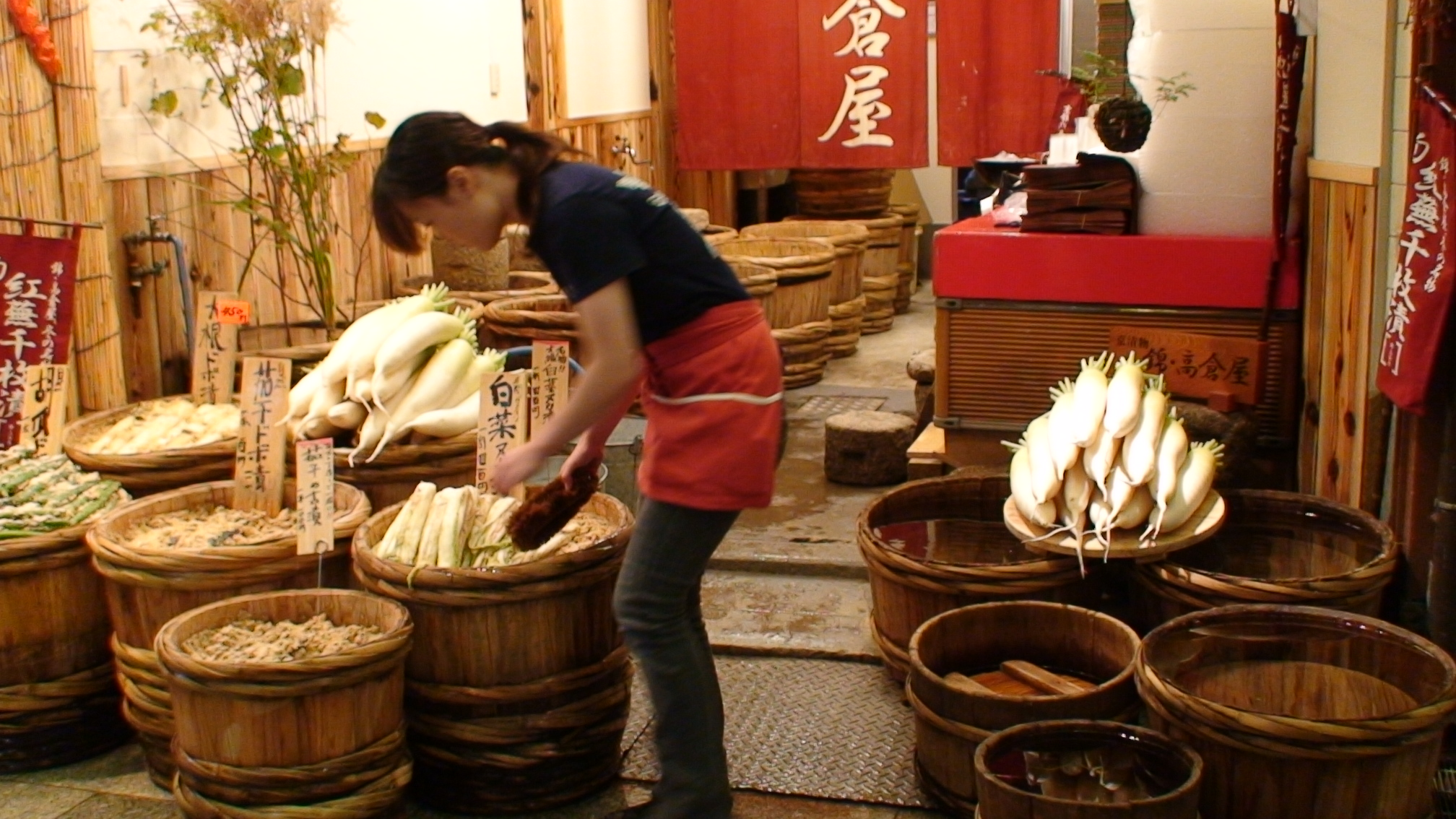
漬物店
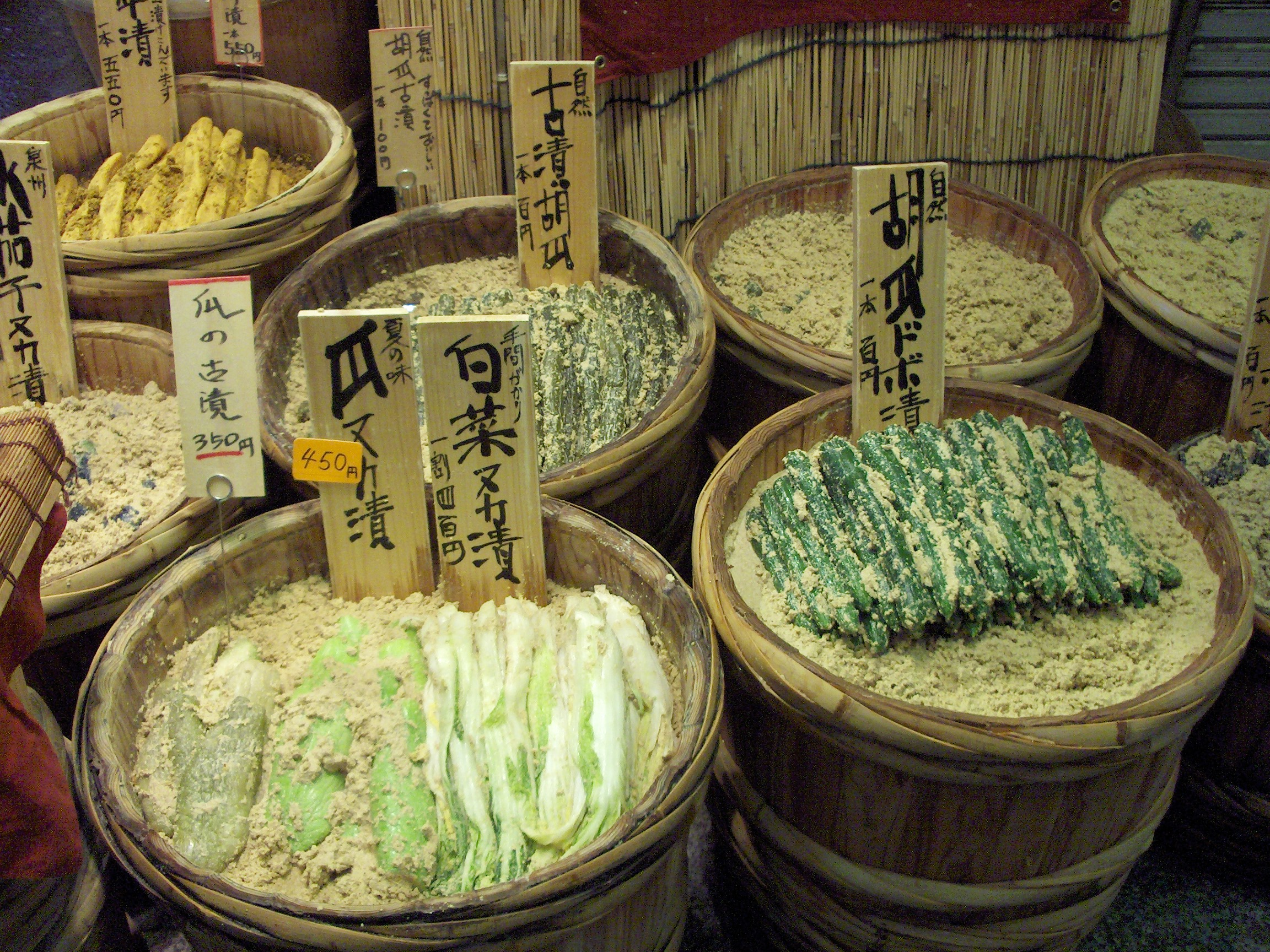
漬物店的糠漬（日语：糠漬け）
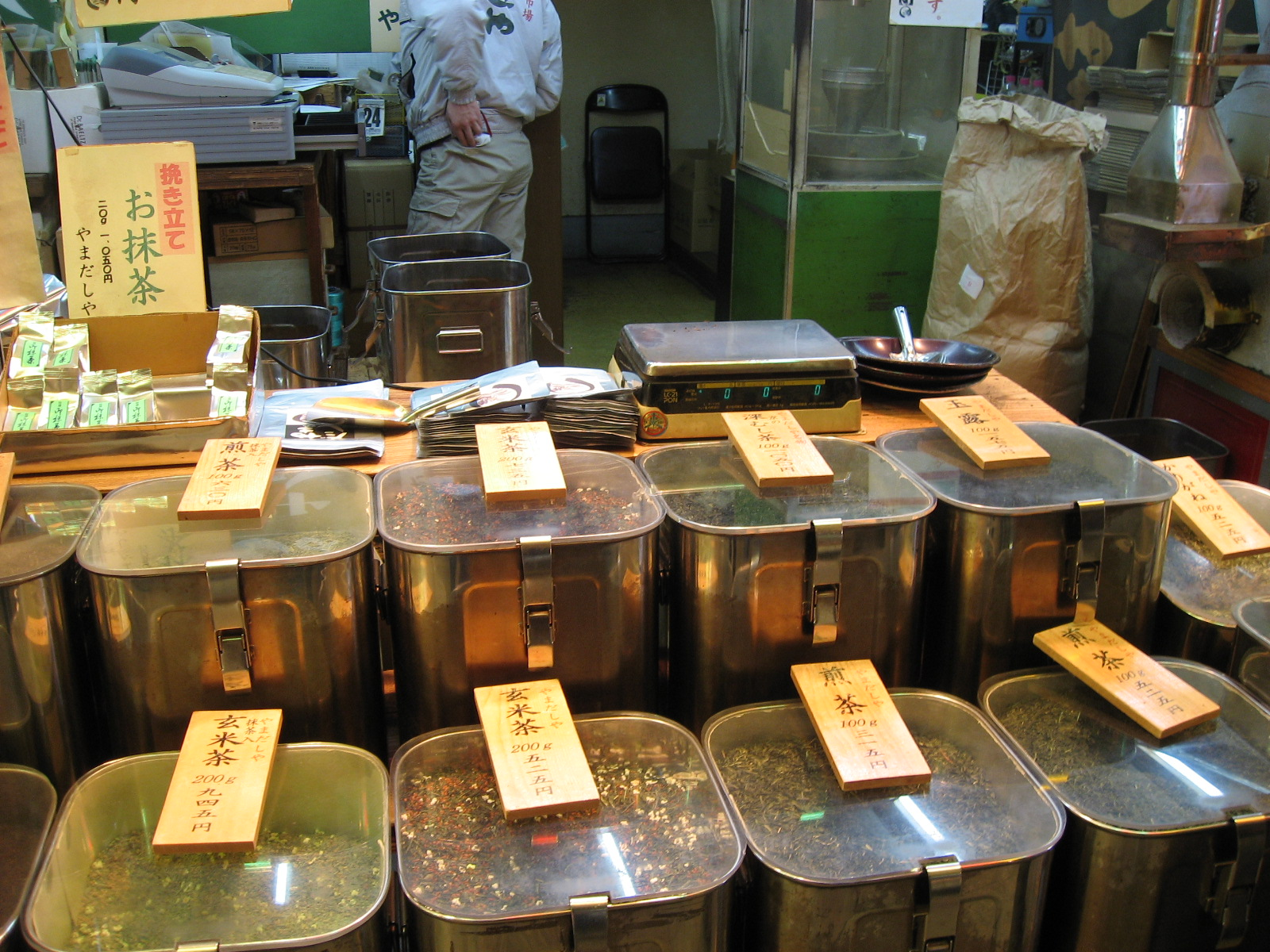
日本茶販售店
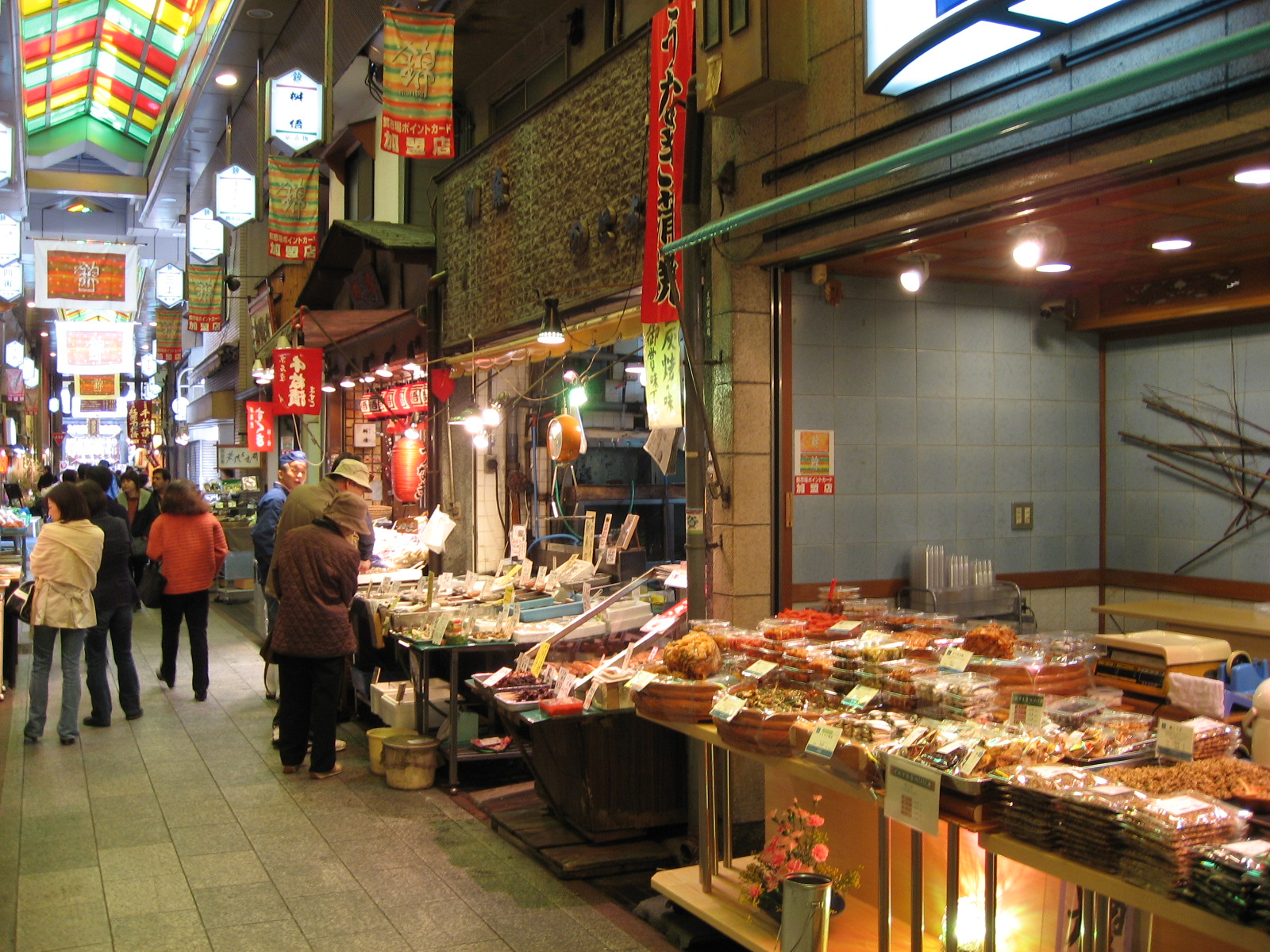
菓子店（前方）與河魚、鰻魚店（中央）
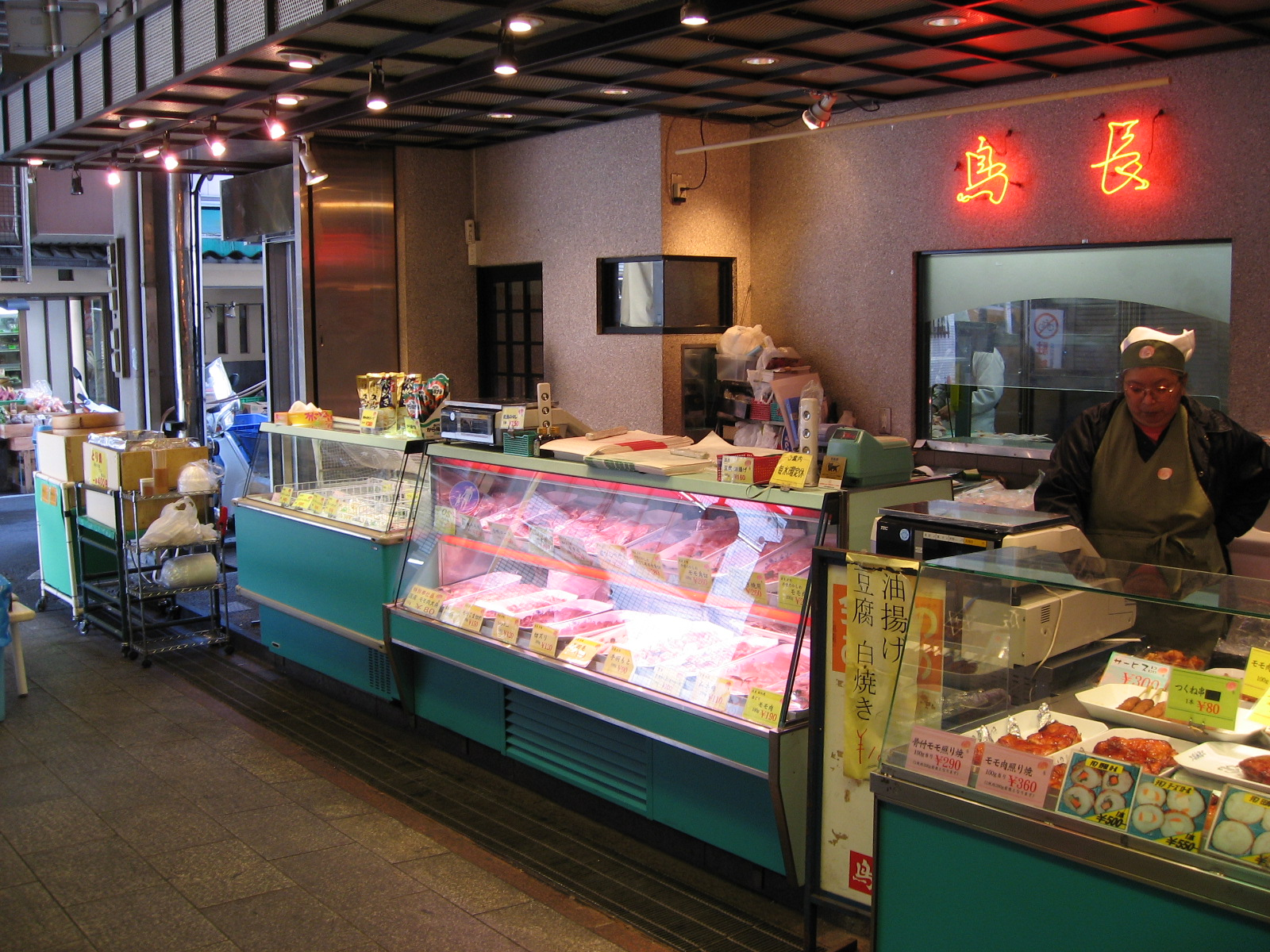
雞肉店
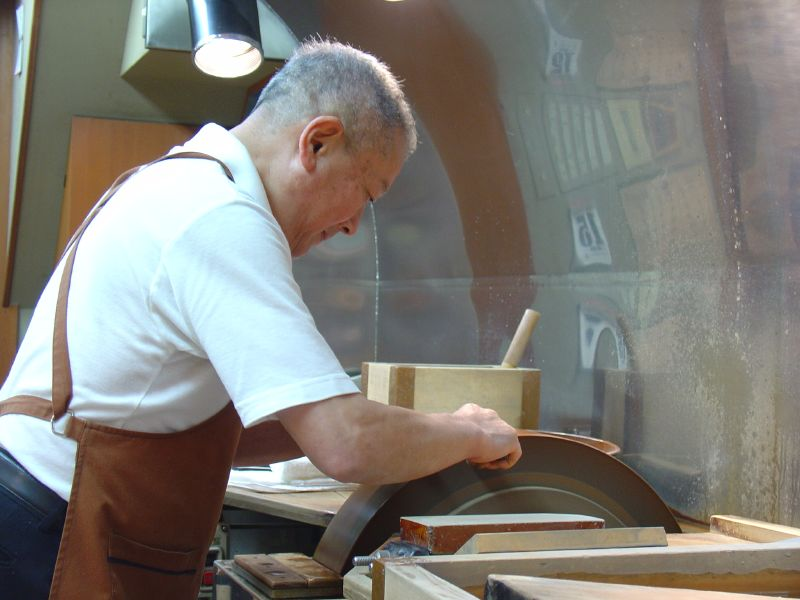
菜刀、廚房用品店
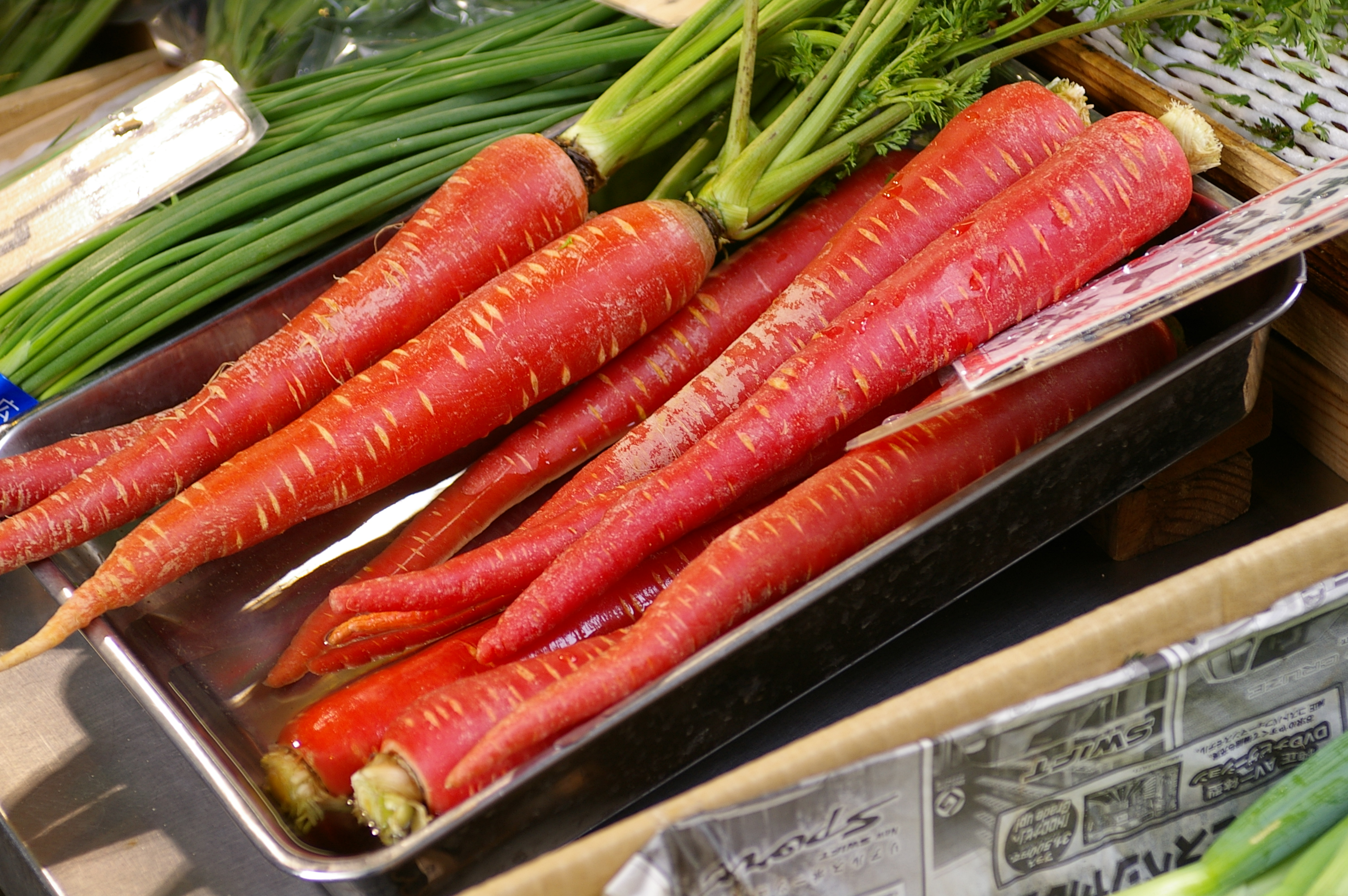
京野菜的金時紅蘿蔔（日语：金時にんじん）
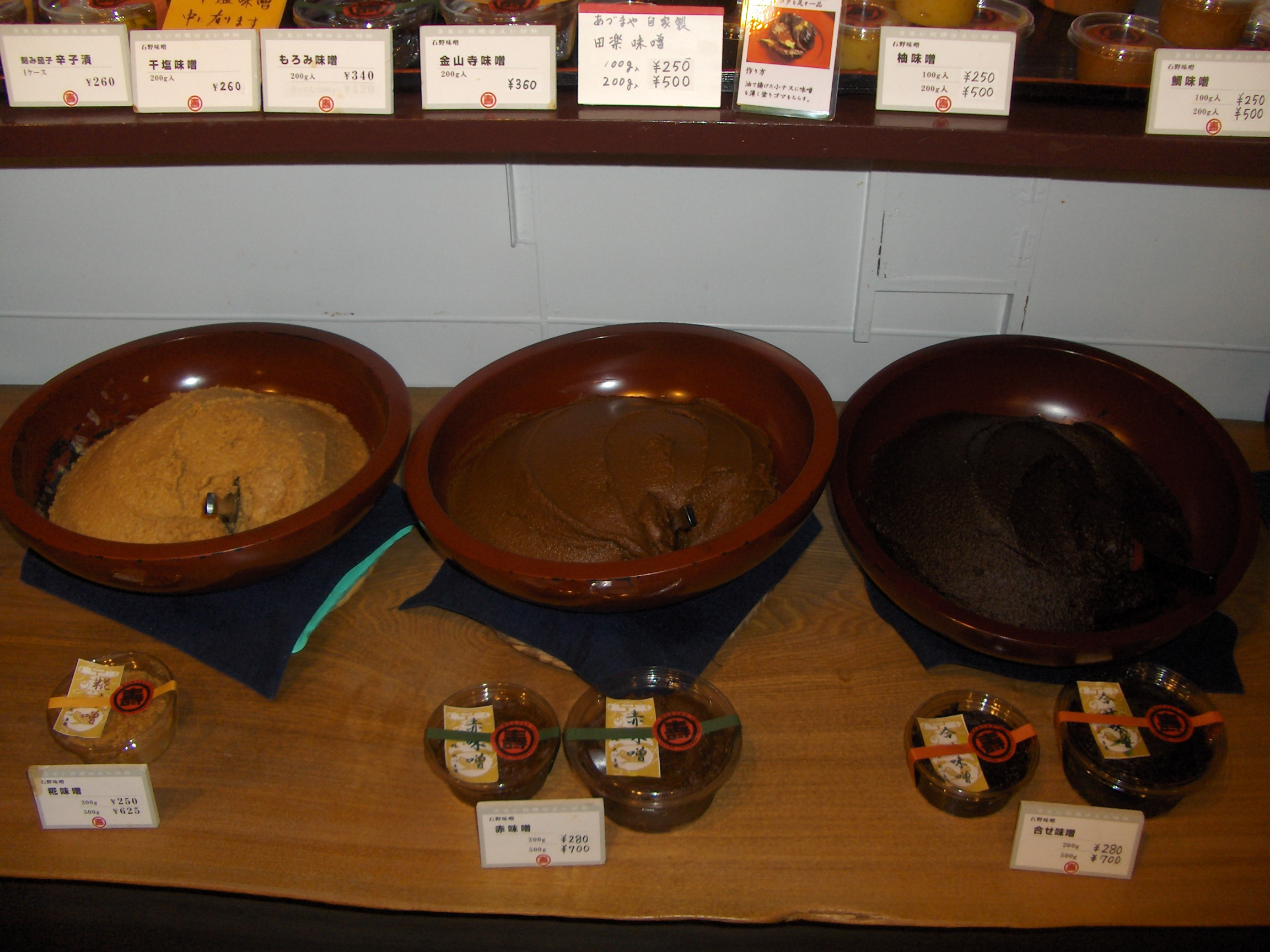
味噌
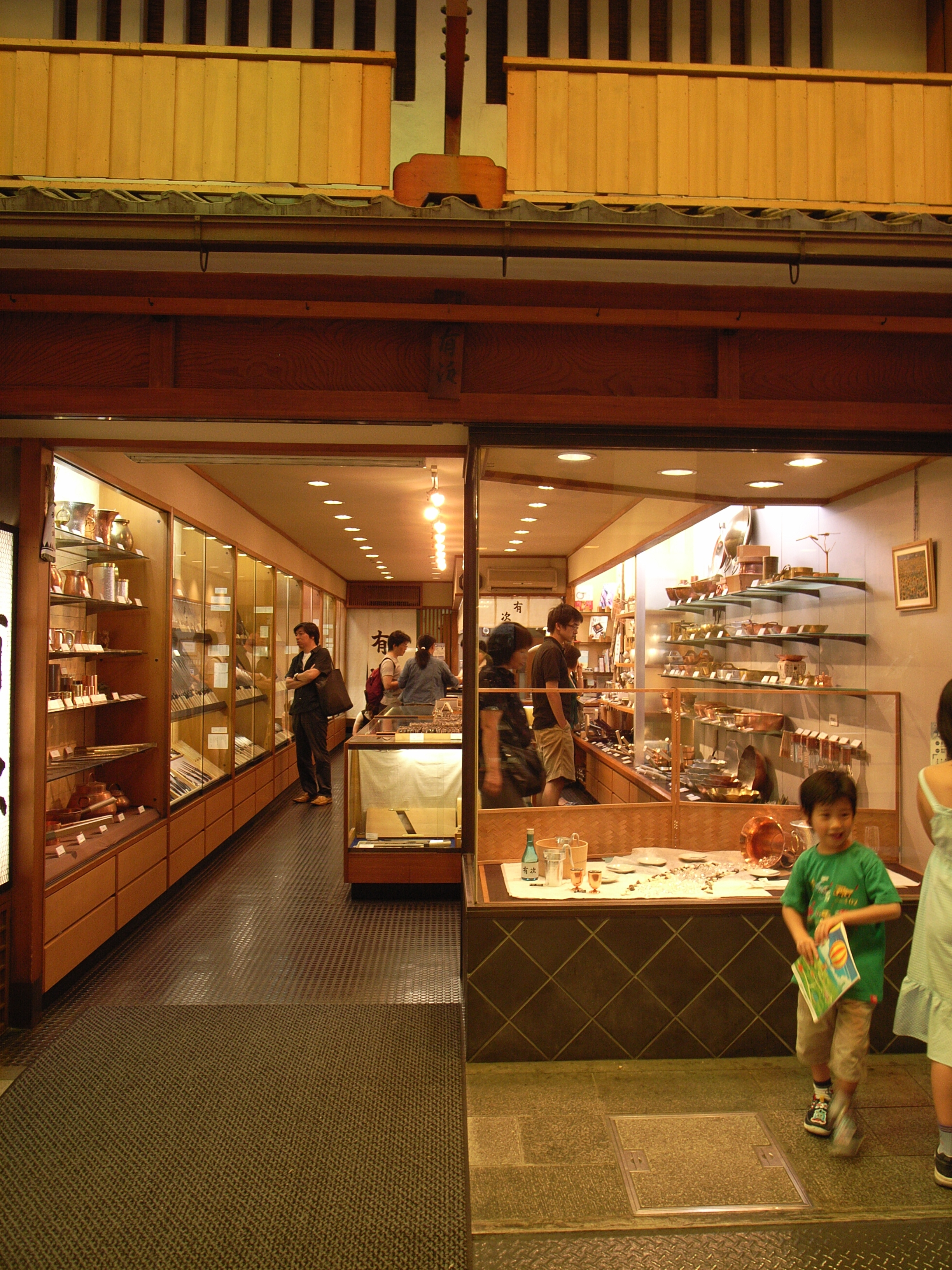
菜刀廚房用品店
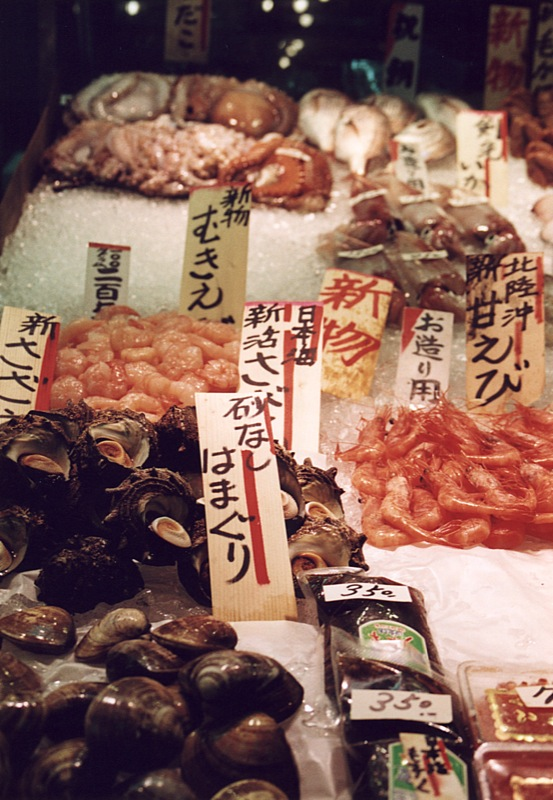
鮮魚店商品
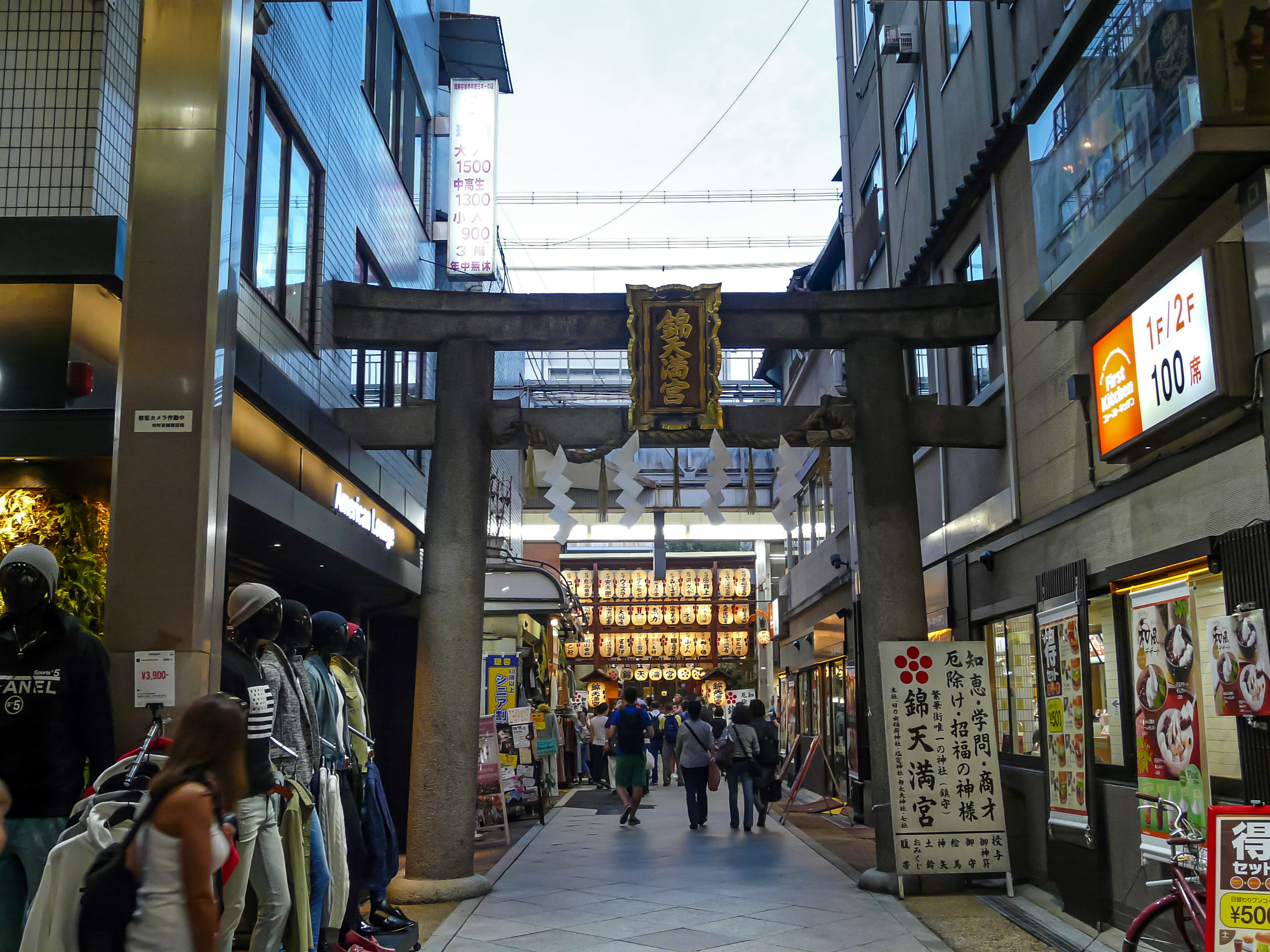
錦市場東端的錦天滿宮，以及寺町通與新京極通之間的鳥居
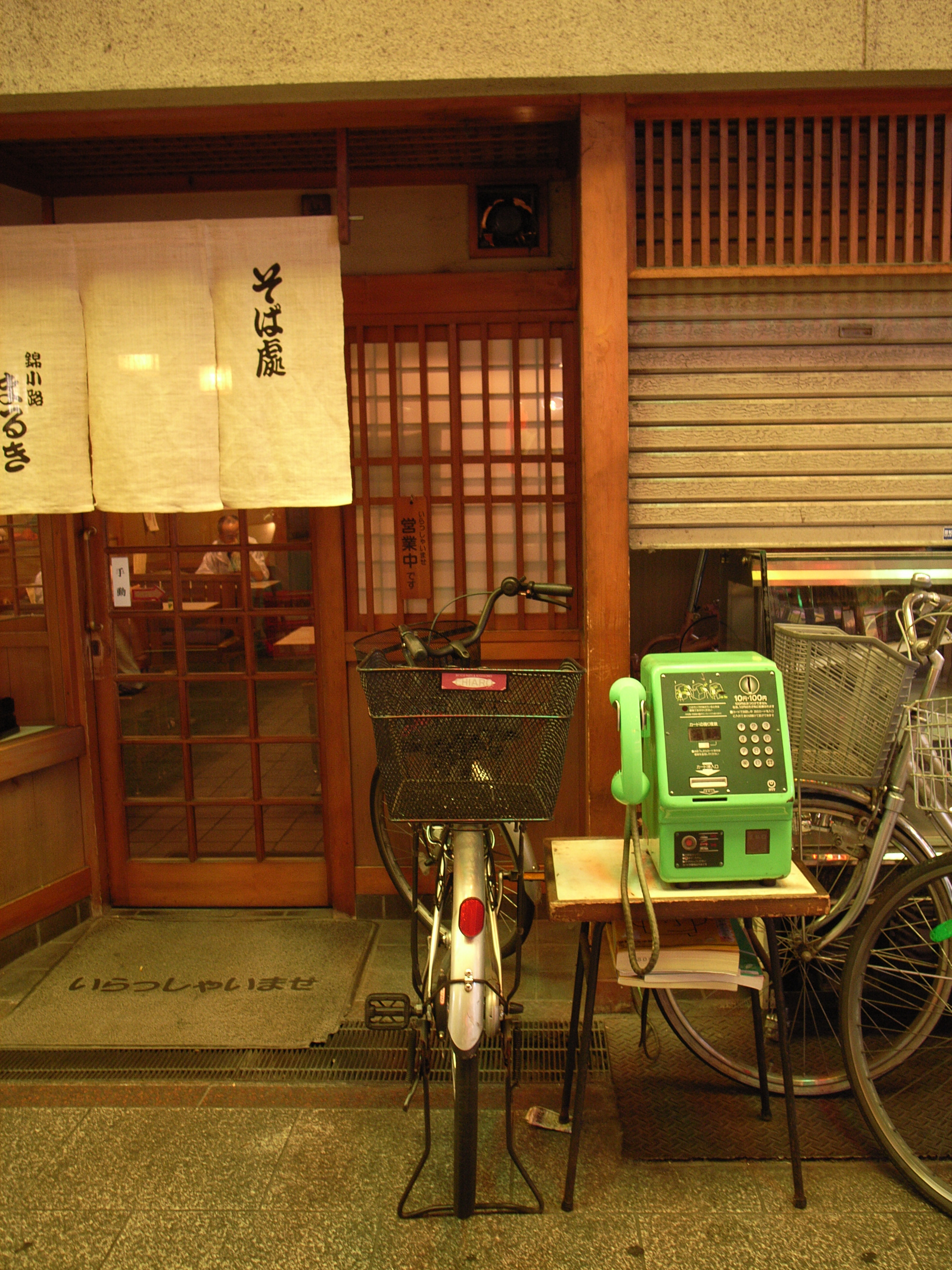
蕎麥麵、丼物、定食店

## 文獻
- 濱田千香『きょうの漬け物』リトルモア、2006年12月、ISBN 4898151981 - 錦市場の漬物屋に勤める著者による漬物と京都の歳時記。

## 外部連結
35°0′18.0″N 135°45′54.0″E / 35.005000°N 135.765000°E
- 錦市場 （页面存档备份，存于） （官方網站）